# George Orwell
Eric Arthur Blair (Motihari, Bengal, 25. lipnja 1903. – London, 21. siječnja 1950.), poznatiji pod pseudonimom George Orwell, bio je engleski pisac i novinar.
Najpoznatiji je po alegorijskom političkom romanu Životinjska farma i antiutopijskom romanu 1984. Roman "1984.", koji opisuje futurističko totalitarno društvo, doveo je do upotrebe pridjeva "orvelijanski" za opis mehanizma državnog nadzora misli.

## Životopis
Eric Arthur Blair rodio se u Bengalu 1903., u britanskoj koloniji Indiji, gdje je njegov otac, Richard, radio u Državnom odjelu za opijum. Njegova majka, Ida, odvela ga je u Englesku kad je imao jednu godinu; nije vidio oca sve do 1907. kad je Richard posjetio Englesku na tri mjeseca prije ponovnog odlaska 1912. Eric je imao stariju sestru Marjorie i mlađu Avril.

## Obrazovanje
U dobi od pet godina Erica su poslali u malu anglikansku školu u Henley, koju su pohađale njegove sestre. Nikada nije pisao o svojim uspomenama, ali je zasigurno zadivio učitelje jer su ga poslije predložili za ravnatelja jedne od najuspješnijih srednjih škola onodobne Engleske, škole Crossgates u Eastbourneu, u Sussexu. Mladi je Eric pohađao školu Crossgates sa stipendijom koja je njegovim roditeljima omogućavala plaćanje polovice uobičajene školarine. Mnogo godina poslije, prisjetio se s gorčinom vremena u sv. Ciprijanu u eseju "Such, Such Were the Joys," ali je bio dostatno uspješan da zasluži stipendije za koledžeWellington i Eton.
Nakon jednog polugodišta koje je proveo u Wellingtonu, Eric se preselio u Eton, gdje je bio kraljev stipendist od 1917. do 1921. godine. Poslije je napisao da je bio "relativno sretan" u Etonu, koji je studentima dopuštao određenu slobodu, ali da je dolaskom u Eton prestao ozbiljno raditi. Izjave o njegovoj uspješnosti na Etonu se razlikuju, neki tvrde da je bio loš student, drugi to opovrgavaju. Jasno je da ga nisu voljeli neki profesori, kojima se nije svidjelo Blairovo ponašanje i koji su ga doživjeli kao nepoštovanje njihovog autoriteta.

## Burma i nakon nje
Nakon završetka studija u Etonu, bez nade za dobivanje sveučilišne stipendije i s premalo novca, Orwell se 1922. godine pridružio Indijskoj kraljevskoj policiji u Burmi. Dao je ostavku i vratio se u Englesku 1928., zamrzivši imperijalizam. Dokaz tomu su njegova prva novela "Burmese Days", objavljena 1934., te zapaženi eseji A Hanging/Vješanje i Shooting an Elephant/Ubijanje slona. 
Pseudonim je počeo rabiti 1933. godine, dok je pisao za časopis New Adelphi. Bio je to pomalo neobičan izbor pseudonima za pisca progresivnih socijalističkih stavova, kojim je naglasio svoju naklonost prema engleskoj tradiciji (George je svetac zaštitnik Engleske, dok je rijeka Orwell u Suffolku jedan od omiljenih dijelova Engleske).
Blair je nekoliko godina živio u siromaštvu, ponekad i kao beskućnik, ponekad radeći kao najamni radnik, kao što se poslije prisjećao u knjizi Down and Out in Paris and London/Nitko i ništa u Parizu i Londonu. Neko je vrijeme radio kao učitelj dok ga slabo zdravlje nije prisililo da prestane honorarno raditi kao pomoćnik u antikvarijatu u Hampsteadu.

## Španjolski građanski rat
Kao član Nezavisne radničke partije, Orwell je osjećao da se mora boriti u anti-staljinističkoj POUM (Radnička partija marksističkog jedinstva) u Španjolskom građanskom ratu. U knjizi Homage to Catalonia/Kataloniji u čast, opisao je svoje divljenje očitom nedostatku klasnog društva u revolucijom zahvaćenim područjima Španjolske koje je posjetio. Opisao je ono što je vjerovao da je bila izdaja radničke revolucije u Španjolskoj od Španjolske komunističke partije, potpomognuta od Sovjetskog Saveza. Orwell je bio ranjen u vrat (blizu Huesce) 20. svibnja 1937. godine; to je iskustvo opisao u kratkom eseju "Wounded by a Fascist Sniper", kao i u knjizi Homage to Catalonia.

## Književna karijera i nakon nje
Orwell je počeo zarađivati za život pišući književne kritike za list New English Weekly za koji je pisao sve do 1940. godine. Za vrijeme Drugog svjetskog rata bio je član Home Guard (domovinska zaštita), a 1941. godine počeo je raditi za BBC Eastern Service, radeći na programima koji su trebali zadobiti potporu Indije i Istočne Azije za britanske ratne potrebe. Bio je svjestan toga da oblikuje propagandu, te je zapisao da se osjećao kao "naranča koja je zgnječena vrlo prljavom čizmom". Usprkos dobroj plaći, dao je otkaz 1943. godine i postao književni urednik Tribunea, lijevo usmjerenog časopisa kojeg je sponzorirala grupa članova Radničke partije i vojne policije. 
Godine 1944. Orwell je završio svoju antistaljinističku alegoriju Animal Farm/Životinjska farma, koja je objavljena sljedeće godine s velikim uspjehom kod kritike i kod čitatelja. Honorar od Životinjske farme  donio je Orwellu solidan dohodak prvi put u životu. 
Od 1945. godine Orwell je bio ratni izvjestitelj časopisa Observer, a poslije je redovito pisao za Manchester Evening News. Bio je blizak prijatelj urednika i vlasnika Observera Davida Astora i njegove su ideje snažno utjecale na Astorovu uredničku politiku. Godine 1949. objavljeno je njegovo najpoznatije djelo, antiutopijski roman Nineteen Eighty-Four (1984.). Roman je napisao tijekom boravka na otoku Jura blizu obale Škotske.
Od 1936. do 1945. Orwell je bio oženjen s Eileen O'Shaughnessy, s kojom je usvojio sina Richarda Horatia Blaira, koja je umrla tragično tijekom operacije 1945. godine. U jesen 1949., neposredno prije smrti, oženio se Soniom Brownell. 
Godine 1949. Orwell se obratio Odjelu se istraživanje informacija, vladinoj organizaciji koja je poticala izdavanje antikomunističke propagande. Ponudio im je informacije o "kripto-komunističkim naginjanjima" nekih kolega pisaca i savjete o tome kako najbolje širiti antikomunističke poruke, jer je prezirao staljinizam, kako je naglasio u svojim ranijim radovima.
Orwell je umro u dobi od 47 godina od tuberkuloze od koje je vjerojatno obolio u razdoblju opisanom u djelu Down and Out in Paris and London. Posljednje tri godine života proveo je po bolnicama. Zatražio je pogreb u skladu s pravilima anglikanske crkve te je pokopan u crkvi Svih Svetih u Sutton Courtenayu, u Oxfordshireu pod svojim pravim imenom, Eric Arthur Blair.

## Djela
Većinu svoje profesionalne karijere Orwell je bio poznat ponajprije po novinarskim radovima, kako u britansku tisku tako i u reportažama kao što su Homage to Catalonia (koja opisuje njegove aktivnosti u Španjolskom građanskom ratu), Down and Out in Paris and London (koja opisuje razdoblje siromaštva u tim gradovima), te u The Road to Wigan Pier (koja opisuje životne uvjete siromašnih rudara sjeverne Engleske). Prema Newsweeku, Orwell "je bio najbolji novinar svog vremena i najbolji arhitekt engleskog eseja još od doba Hazlitta."
Orwell je danas najpoznatiji po svojim romanima Animal Farm/Životinjska farma i 1984. Prvi je alegorija korupcije socijalističkih ideala Ruske revolucije u staljinističkom sistemu,  a potonji je Orwellova vizija rezultata totalitarizma. 
Orwell se vratio iz Katalonije kao čvrsti antistaljinist i antikomunist, ali je do kraja života ostao ljevičar i, prema svojim vlastitim riječima, "demokratski socijalist".
Još jedno poznato Orwellovo djelo je esej "Politics and the English Language"/Politika i engleski jezik, u kojem se negativno postavlja prema rezultatima političke propagande, službenom jeziku, površnim razmišljanjima o književnim stilovima, rječniku i na kraju o samom mišljenju. Orwellova briga o prestanku uporabe jezika za izricanje stvarnosti iskreno se odrazila u njegovom izumu  "Newspeaka" ("Novogovora"), jezika izmišljene zemlje Oceanije u romanu 1984. Newspeak je inačica engleskog jezika čiji je rječnik strogo ograničen zakonima vlade. Njegov je cilj postepeno otežati izražavanje misli koje se sukobljavaju sa službenim idejama – i, s vremenom, spriječiti pojavu takvih misli. (usp. Sapir-Whorfova hipoteza).
Orwellova književna i politička karijera bila je u raskolu između njegove želje za većom jednakosti i društvenom pravdom i njegovog nesigurnog gledanja na klasi kojem je pripadao – srednjoj klasi. "Ne možete izgubiti ništa osim svojih h-ova" jednom je rekao, rugajući se tabuima o izgovoru riječi srednje klase.
U Hrvatskoj su izašla Orwellova izabrana djela u 6 svezaka.

### Knjige
- Down and Out in Paris and London (Nitko i ništa u Parizu i Londonu, 1933.)
- Burmese Days (Burmanski dani, 1934.)
- A Clergyman's Daughter (1935.)
- Keep the Aspidistra Flying (1936.)
- The Road to Wigan Pier (1937.)
- Homage to Catalonia (Kataloniji u čast, 1938.)
- Coming Up For Air (Predah, 1939.)
- Animal Farm (Životinjska farma, 1945.)
- Nineteen Eighty-Four (1984., 1949.)

### Eseji
- A Good Word For The Vicar of Bray
- A Hanging
- A Nice Cup of Tea
- AntiSemitism In Britain
- Arthur Koestler
- Benefit of Clergy: Some Notes on Salvador Dali
- Books vs. Cigarettes
- Bookshop Memories
- Boys' Weeklies and Frank Richards's Reply
- Charles Dickens
- Charles Reade
- Confessions of a Book Reviewer
- Decline of the English Murder
- Down The Mine
- Freedom of the Park
- Future of a Ruined Germany
- Good Bad Books
- How The Poor Die
- In Defence of P. G. Wodehouse,
- Inside The Whale
- James Burnham and the Managerial Revolution
- Lear, Tolstoy and the Fool
- Looking Back On The Spanish War
- Mark Twain -- The Licensed Jester
- Marrakech
- Nonsense Poetry
- North And South
- Notes on Nationalism
- Pleasure Spots
- Poetry and the Microphone
- Politics and the English Language
- Politics vs. Literature: An Examination of Gulliver's Travels
- Raffles and Miss Blandish
- Reflections on Gandhi,
- Revenge is Sour
- Riding Down The Bangor
- Rudyard Kipling
- Shooting an Elephant
- Some Thoughts on the Common Toad
- Spilling The Spanish Beans
- Such, Such Were The Joys
- The Art of Donald McGill
- The Lion and the Unicorn: Socialism And The English Genius
- The Prevention of Literature
- The Spike
- The Sporting Spirit
- W B Yeats (essay)
- Wells, Hitler And The World State
- Why I Write
- Writers and the Leviathan
- You and the Atomic Bomb

U Hrvatskoj izašlo
- Zašto pišem i drugi eseji (1983.)

## Utjecaji
Orwell se kao mladi pisac razvijao pod utjecajem Gilberta Keitha Chestertona. Svoj prvi esej Orwell je objavio u Chestertonovu časopisu Distributist 29. prosinca 1928., u kojemu se slaže s Chestertonovim protuimperijalističkim stavovima te se zalaže za njegovu zamisao »male Engleske«. Prema Orwellovim životopiscima, u mladenaštvu je rado čitao Oca Browna.
Premda je tridesetih god. XX. st. prigrlio socijalističke ideje, zahvaljujući svojemu odrastanju, odgoju, naobrazbi (na Etonu) i stajalištima njegov socijalizam nikada nije bio blizak onom glavnostrujaškom niti je podržavao komunizam ili ideje socijalističke utopije.
I kritika (Hugh Kingsmill, Lionel Trilling) prepoznala je Chestertonov, ali i Dickensov te Cobbettov utjecaj u Orwellovu stvaralaštvu. To se ogleda i u Orwellovu eseju o Dickensu iz 1939. Kao i George Bernard Shaw, razočaran je Dickensovim nesvrstavanjem uz socijalističku misao, no cijeni njegovu etiku. Hvali njegovu ideju o ljudskom bratstvu i jednakopravnošću svih ljudi pred Bogom. U Dickensu Orwell nalazi glas zdravoga razuma običnoga čovjeka književnikova vremena.

## Značaj
Orwellova djela bitna su za razvoj protutotalitarističke misli u književnosti, prije svega engleskoj, ali i svjetskoj, ponajprije romanima Životinjska farma i 1984.. Ne samo da su po objavljivanju dosegnula popularnost i kanonski status na hladnoratovskom Zapadu, nego su se i proširila komunističkim režimima Istočnoga bloka (napose Poljskoj i Ukrajini), o čemu svjedoči i Czesław Miłosz u Zarobljenom umu.

## Citati
- Iz eseja "Zašto pišem"[2]

"Španjolski rat i ostali događaji 1936. – 37. sve su promijenili i poslije toga sam znao gdje sam. Svaka ozbiljna rečenica koju sam napisao od 1936. izravno je ili neizravno napadala totalitarizam i branila demokratski socijalizam, barem ja to tako shvaćam."
- Iz eseja "Antisemitizam u Britaniji"[3]

"Postoji mnogo ljudi koji mogu biti objektivni o morskim puževim ili o korijenu broja 2, ali postaju shizofrenični ako moraju razmišljati o izvoru vlastitih prihoda."

## Vanjske poveznice

### Sestrinski projekti
|  | Zajednički poslužitelj ima još gradiva o temi George Orwell |
|  | Wikicitati imaju zbirke citata o temi George Orwell         |

### Mrežna sjedišta
- orwell.ru
- Charles' George Orwell Mreža poveznica.   Arhivirana inačica izvorne stranice od 16. rujna 2007. (Wayback Machine)
- George Orwell site  Arhivirana inačica izvorne stranice od 8. ožujka 2005. (Wayback Machine)
- George Orwell Web Ring  Arhivirana inačica izvorne stranice od 27. veljače 2005. (Wayback Machine)
- Sabrana djela